# Jorge García Montes
Jorge García Montes y Hernández (Nueva York, 23 de abril de 1896 - ibidem, 1982) fue un abogado y político cubano. Fue primer ministro de Cuba entre 1955 y 1957, y también se desempeñó como Ministro de Educación desde 1957 hasta 1959. Por otro lado, fue Senador (1954-1959) y Diputado (1922-1944).

## Biografía
El Dr. García Montes se graduó de la Facultad de Derecho de la Universidad de La Habana en 1917. Estuvo casado con María de la Concepción Morales de la Torre y tuvieron una hija, Graciela.
Se exilió tras la Revolución cubana de 1959, saliendo de Cuba en abril de 1959 a través de la Embajada de Colombia y llegando a Estados Unidos en mayo o junio de 1959.  En el exilio, escribió el libro Historia del Partido Comunista de Cuba con Antonio Alonso Ávila. Murió en el exilio el 21 de junio de 1982 en el Mercy Hospital de Miami, Florida.